# Parafia Wniebowzięcia Najświętszej Maryi Panny w Grabowie
Parafia Wniebowzięcia Najświętszej Maryi Panny w Grabowie – parafia rzymskokatolicka, znajdująca się w diecezji toruńskiej, w dekanacie Lubawa.  
Od 1 sierpnia 2021 proboszczem parafii jest ks. Mariusz Matusiak.  